# Ủy ban Thường vụ Đối ngoại Đoàn Chủ tịch Ban Chấp hành Trung ương Đảng Cộng sản Liên Xô
Ủy ban Thường vụ Đối ngoại Đoàn Chủ tịch Ban Chấp hành Trung ương Đảng Cộng sản Liên Xô (tiếng Nga: Постоянная комиссия по внешним делам при Президиуме ЦК КПСС) là một trong ba Ủy ban thường vụ của Đoàn Chủ tịch Trung ương Đảng Cộng sản Liên Xô.
Ủy ban được thành lập vào ngày 18/10/1952, tại cuộc họp Đoàn chủ tịch Trung ương Đảng, từ Ủy ban Thường vụ Đối ngoại Bộ Chính trị Ban Chấp hành Trung ương Đảng Cộng sản toàn Liên bang (B) (tiếng Nga: Постоянная комиссия по внешним делам при Политическом бюро ЦК ВКП(б)). Cơ chế ủy ban cũ bị bãi bỏ thành cơ chế mới với chế độ chủ tịch
Ủy ban chịu trách nhiệm là cơ quan kiểm soát các vấn đề đối ngoại trong thời gian Đoàn Chủ tịch không tổ chức phiên họp. Ủy ban gồm Chủ tịch, ủy viên và thư ký. Thành viên của Ủy ban được Đoàn Chủ tịch Trung ương Đảng bổ nhiệm và miễn nhiệm, các thành viên của Ủy ban thường là Ủy viên Đoàn Chủ tịch Trung ương Đảng.
Chủ tịch Ủy ban là ủy viên Đoàn Chủ tịch chịu trách nhiệm báo cáo với Đoàn Chủ tịch Trung ương Đảng và trực tiếp cho Joseph Stalin. Định kỳ Ủy ban một tháng tổ chức 2 - 3 phiên họp, và có thể triệu tập phiên họp bất thường nếu thấy cần thiết.
Sau khi Stalin qua đời, ngày 5/3/1953, cơ chế Ủy ban Thường vụ bị bãi bỏ, Ủy ban bị bãi bỏ.

## Ủy ban Thường vụ vấn đề bí mật và chính sách đối ngoại Bộ Chính trị Trung ương Đảng Cộng sản toàn Liên bang
| STT | Tên                            | Nhiệm kỳ             | Chức vụ                                                                                     | Chức vụ khác                                                                               | Ghi chú khác      |
| --- | ------------------------------ | -------------------- | ------------------------------------------------------------------------------------------- | ------------------------------------------------------------------------------------------ | ----------------- |
| 1   | Kliment Voroshilov (1881-1963) | 14/4/1937-29/12/1945 | Ủy viên Ủy ban Thường vụ vấn đề bí mật và chính sách đối ngoại Bộ Chính trị Trung ương Đảng | Ủy viên Bộ Chính trị Trung ương Đảng Phó Chủ tịch Hội đồng Dân ủy Liên Xô                  |                   |
| 2   | Nikolai Yezhov (1895-1940)     | 14/4/1937-3/10/1939  | Ủy viên Ủy ban Thường vụ vấn đề bí mật và chính sách đối ngoại Bộ Chính trị Trung ương Đảng | Ủy viên dự khuyết Bộ Chính trị Trung ương Đảng Ủy viên Nhân dân Bộ Dân ủy An ninh Nhà nước | Bãi nhiệm, bị bắt |
| 3   | Lazar Kaganovich (1893-1991)   | 14/4/1937-29/12/1945 | Ủy viên Ủy ban Thường vụ vấn đề bí mật và chính sách đối ngoại Bộ Chính trị Trung ương Đảng | Ủy viên Bộ Chính trị Trung ương Đảng Ủy viên Nhân dân Bộ Dân ủy Công nghiệp nặng           |                   |
| 4   | Vyacheslav Molotov (1890–1986) | 14/4/1937-29/12/1945 | Ủy viên Ủy ban Thường vụ vấn đề bí mật và chính sách đối ngoại Bộ Chính trị Trung ương Đảng | Ủy viên Bộ Chính trị Trung ương Đảng Chủ tịch Hội đồng Dân ủy Liên Xô                      |                   |
| 5   | Joseph Stalin (1878-1953)      | 14/4/1937-29/12/1945 | Ủy viên Ủy ban Thường vụ vấn đề bí mật và chính sách đối ngoại Bộ Chính trị Trung ương Đảng | Ủy viên Bộ Chính trị Trung ương Đảng Tổng Bí thư Trung ương Đảng Cộng sản Liên Xô          |                   |

## Ủy ban Thường vụ Đối ngoại Bộ Chính trị Trung ương Đảng Cộng sản toàn Liên bang
| STT | Tên                             | Nhiệm kỳ              | Chức vụ                                                                                 | Chức vụ khác                                                                                           | Ghi chú khác           |
| --- | ------------------------------- | --------------------- | --------------------------------------------------------------------------------------- | --- | ---------------------- |
| 1   | Lavrentiy Beriya (1899-1953)    | 29/12/1945-18/10/1952 | Ủy viên Ủy ban Thường vụ Đối ngoại Bộ Chính trị Trung ương Đảng Cộng sản toàn Liên bang | Ủy viên Bộ Chính trị Trung ương Đảng Chủ tịch Ủy ban Đặc biệt thuộc Ủy ban Quốc phòng Nhà nước Liên Xô |                        |
| 2   | Andrei Zhdanov (1896-1948)      | 29/12/1945-31/8/1948  | Ủy viên Ủy ban Thường vụ Đối ngoại Bộ Chính trị Trung ương Đảng Cộng sản toàn Liên bang | Ủy viên Bộ Chính trị Trung ương Đảng Chủ tịch Xô viết Liên bang Xô Viết Tối cao Liên Xô                | Mất khi đang tại nhiệm |
| 3   | Georgy Malenkov (1902-1988)     | 29/12/1945-18/10/1952 | Ủy viên Ủy ban Thường vụ Đối ngoại Bộ Chính trị Trung ương Đảng Cộng sản toàn Liên bang | Ủy viên Bộ Chính trị Trung ương Đảng Phó Chủ tịch Hội đồng Bộ trưởng Liên Xô                           |                        |
| 4   | Anastas Mikoyan (1902-1988)     | 29/12/1945-18/10/1952 | Ủy viên Ủy ban Thường vụ Đối ngoại Bộ Chính trị Trung ương Đảng Cộng sản toàn Liên bang | Ủy viên Bộ Chính trị Trung ương Đảng Phó Chủ tịch Hội đồng Bộ trưởng Liên Xô                           |                        |
| 5   | Vyacheslav Molotov (1890–1986)  | 29/12/1945-18/10/1952 | Ủy viên Ủy ban Thường vụ Đối ngoại Bộ Chính trị Trung ương Đảng Cộng sản toàn Liên bang | Ủy viên Bộ Chính trị Trung ương Đảng Phó Chủ tịch thứ nhất Hội đồng Bộ trưởng Liên Xô                  |                        |
| 6   | Joseph Stalin (1878-1953)       | 29/12/1945-18/10/1952 | Ủy viên Ủy ban Thường vụ Đối ngoại Bộ Chính trị Trung ương Đảng Cộng sản toàn Liên bang | Ủy viên Bộ Chính trị Trung ương Đảng Tổng Bí thư Trung ương Đảng Cộng sản Liên Xô                      |                        |
| 7   | Nikolai Voznesensky (1903-1950) | 10/3/1946-7/3/1949    | Ủy viên Ủy ban Thường vụ Đối ngoại Bộ Chính trị Trung ương Đảng Cộng sản toàn Liên bang | Ủy viên Bộ Chính trị Trung ương Đảng Chủ nhiệm Ủy ban Kế hoạch Nhà nước Liên Xô                        | Bãi nhiệm, bị bắt      |
| 8   | Nikolai Bulganin (1895-1975)    | 29/12/1945-18/10/1952 | Ủy viên Ủy ban Thường vụ Đối ngoại Bộ Chính trị Trung ương Đảng Cộng sản toàn Liên bang | Ủy viên Bộ Chính trị Trung ương Đảng Bộ trưởng các lực lượng vũ trang Liên Xô                          |                        |
| 9   | Alexey Kuznetsov (1905-1950)    | 17/9/1947-28/1/1949   | Ủy viên Ủy ban Thường vụ Đối ngoại Bộ Chính trị Trung ương Đảng Cộng sản toàn Liên bang | Bí thư Trung ương Đảng Chánh Văn phòng Trung ương Đảng                                                 | Bãi nhiệm, bị bắt      |
| 10  | Aleksey Kosygin (1904-1980)     | 9/9/1948-18/10/1952   | Ủy viên Ủy ban Thường vụ Đối ngoại Bộ Chính trị Trung ương Đảng Cộng sản toàn Liên bang | Ủy viên Bộ Chính trị Trung ương Đảng Bộ trưởng Bộ Công nghiệp nhẹ Liên Xô                              |                        |

## Ủy ban Thường vụ Đối ngoại Đoàn Chủ tịch Trung ương Đảng Cộng sản Liên Xô
| Chức vụ  | Tên                                | Nhiệm kỳ            | Chức vụ khác                                                                                     | Ghi chú khác |
| -------- | ---------------------------------- | ------------------- | ------------------------------------------------------------------------------------------------ | ------------ |
| Chủ tịch | Georgy Malenkov (1902-1988)        | 18/10/1952-5/3/1953 | Ủy viên Đoàn Chủ tịch Trung ương Đảng Phó Chủ tịch Hội đồng Bộ trưởng Liên Xô                    |              |
| Ủy viên  | Semyon Ignatyev (1904-1983)        | 19/11/1952-5/3/1953 | Ủy viên Đoàn Chủ tịch Trung ương Đảng Bộ trưởng Bộ An ninh Liên Xô                               |              |
| Ủy viên  | Lazar Kaganovich (1893-1991)       | 18/10/1952-5/3/1953 | Ủy viên Đoàn Chủ tịch Trung ương Đảng Phó Chủ tịch Hội đồng Bộ trưởng Liên Xô                    |              |
| Ủy viên  | Andrey Vyshinsky (1883-1954)       | 18/10/1952-5/3/1953 | Ủy viên dự khuyết Đoàn Chủ tịch Trung ương Đảng Bộ trưởng Bộ Ngoại giao Liên Xô                  |              |
| Ủy viên  | Leonid Brezhnev (1906–1982)        | 18/10/1952–5/3/1953 | Ủy viên dự khuyết Đoàn Chủ tịch Trung ương Đảng Bí thư Trung ương Đảng                           |              |
| Ủy viên  | Vasili Kuznetsov (1901-1990)       | 18/10/1952-5/3/1953 | Ủy viên Trung ương Đảng Chủ tịch Công đoàn Liên Xô                                               |              |
| Ủy viên  | Pavel Kumykin (1901-1976)          | 18/10/1952-5/3/1953 | Ủy viên dự khuyết Trung ương Đảng Bộ trưởng Ngoại thương Liên Xô                                 |              |
| Ủy viên  | Otto Kuusinen (1881-1964)          | 18/10/1952-5/3/1953 | Ủy viên Đoàn Chủ tịch Trung ương Đảng Chủ tịch Đoàn Chủ tịch Xô viết Tối cao Karelia-Phần Lan Xô |              |
| Ủy viên  | Nikolai Mikhailov (1906-1982)      | 18/10/1952-5/3/1953 | Ủy viên Đoàn Chủ tịch Trung ương Đảng Bí thư Trung ương Đảng                                     |              |
| Ủy viên  | Vyacheslav Malyshev (1902-1957)    | 18/10/1952-5/3/1953 | Ủy viên Đoàn Chủ tịch Trung ương Đảng Phó Chủ tịch Hội đồng Bộ trưởng Liên Xô                    |              |
| Ủy viên  | Mikhail Pervukhin (1904–1978)      | 18/10/1952-5/3/1953 | Ủy viên Đoàn Chủ tịch Trung ương Đảng Phó Chủ tịch Hội đồng Bộ trưởng Liên Xô                    |              |
| Ủy viên  | Boris Ponomarev (1905-1995)        | 18/10/1952-5/3/1953 | Ủy viên dự khuyết Trung ương Đảng                                                                |              |
| Ủy viên  | Alexander Poskrebyshev (1891-1965) | 18/10/1952-5/3/1953 | Ủy viên Trung ương Đảng                                                                          |              |
| Ủy viên  | Mikhail Suslov (1902-1982)         | 18/10/1952-5/3/1953 | Ủy viên Trung ương Đảng                                                                          |              |
| Ủy viên  | Lavrentiy Beriya (1899-1953)       | 12/11/1952-5/3/1953 | Ủy viên Đoàn Chủ tịch Trung ương Đảng Phó Chủ tịch Hội đồng Bộ trưởng Liên Xô                    |              |
| Thư ký   | Vladimir Pavlov (1915-1993)        | 18/10/1952-5/3/1953 | Ủy viên dự khuyết Trung ương Đảng                                                                |              |